# آلیتالیا
آلیتالیا (به ایتالیایی: Alitalia) شرکت هواپیمایی حامل پرچم ایتالیا بود، که به‌عنوان بزرگ‌ترین شرکت هواپیمایی ایتالیا محسوب می‌شد. آلیتالیا در زبان ایتالیایی به معنی بال‌های ایتالیا است.
قطب اصلی این شرکت هواپیمایی در فرودگاه لئوناردو دا وینچی-فیومیچینو و قطب‌های دوم آن نیز در فرودگاه لینیت و فرودگاه میلانو مالپنسا قرار داشت. دیگر شهرهای کانونی آلیتالیا نیز شامل فرودگاه تورین کاسله و فرودگاه ونیز مارکو پولو می‌باشند. دفتر مرکزی آلیتالیا در شهر فیومیچینو، استان رم قرار داشت.
بزرگ‌ترین سهام‌داران شرکت آلیتالیا، شرکت‌های ایر فرانس-کی‌ال‌ام (۷٫۰۸٪)، اینتسا سانپائولو (۲۰٫۵۹٪)، یونی‌کردیت (۱۲٫۹۹٪)، آتلانتیا (۷٫۴۴٪) و پُسته ایتالیانه (۱۹٫۴۸٪) می‌باشند. شرکت آلیتالیا در ناوگان هوایی خود دارای ۱۰۱ فروند هواپیمای جت مسافربری بود.
شرکت هواپیمایی آلیتالیا پس از ۷۵ سال در ۱۵ اکتبر ۲۰۲۱ به فعالیت‌های خود پایان داد و با شرکت ایتا ایرویز جایگزین شد.

## مقصدهای پروازی
آلیتالیا به ۱۰۲ مقصد در سراسر جهان پرواز انجام می‌داد (آوریل ۲۰۱۵).

### قرارداد نماد مشترک
آلیتالیا و آلیتالیا سیتی‌لاینر با شرکت‌های هواپیمایی زیر قرارداد نماد مشترک دارند (اکتبر ۲۰۱۴):
| - آئروفلوت - آئرومکزیکو - ایربالتیک - کورسیکا ایر - ایر اروپا - ایر فرانس - ایر صربیا - ایر سیشل - هواپیمایی آذربایجان - بلغاریا ایر - چاینا ایرلاینز | - هواپیمایی شرقی چین - هواپیمایی جنوبی چین - هواپیمایی کرواسی - چک ایرلاینز - دلتا ایرلاینز - هواپیمایی اتحاد - گارودا ایندونزیا - گول ایر ترانسپورت - خطوط هوایی ژاپن - کی‌ال‌ام | - هواپیمایی کره - کویت ایرویز - لوکزایر - هواپیمایی خاورمیانه - مونته‌نگرو ایرلاینز - هواپیمایی سعودی - سریلانکان ایرلاینز - تاپ پرتغال - تاروم - ویتنام ایرلاینز |

## ناوگان هوایی

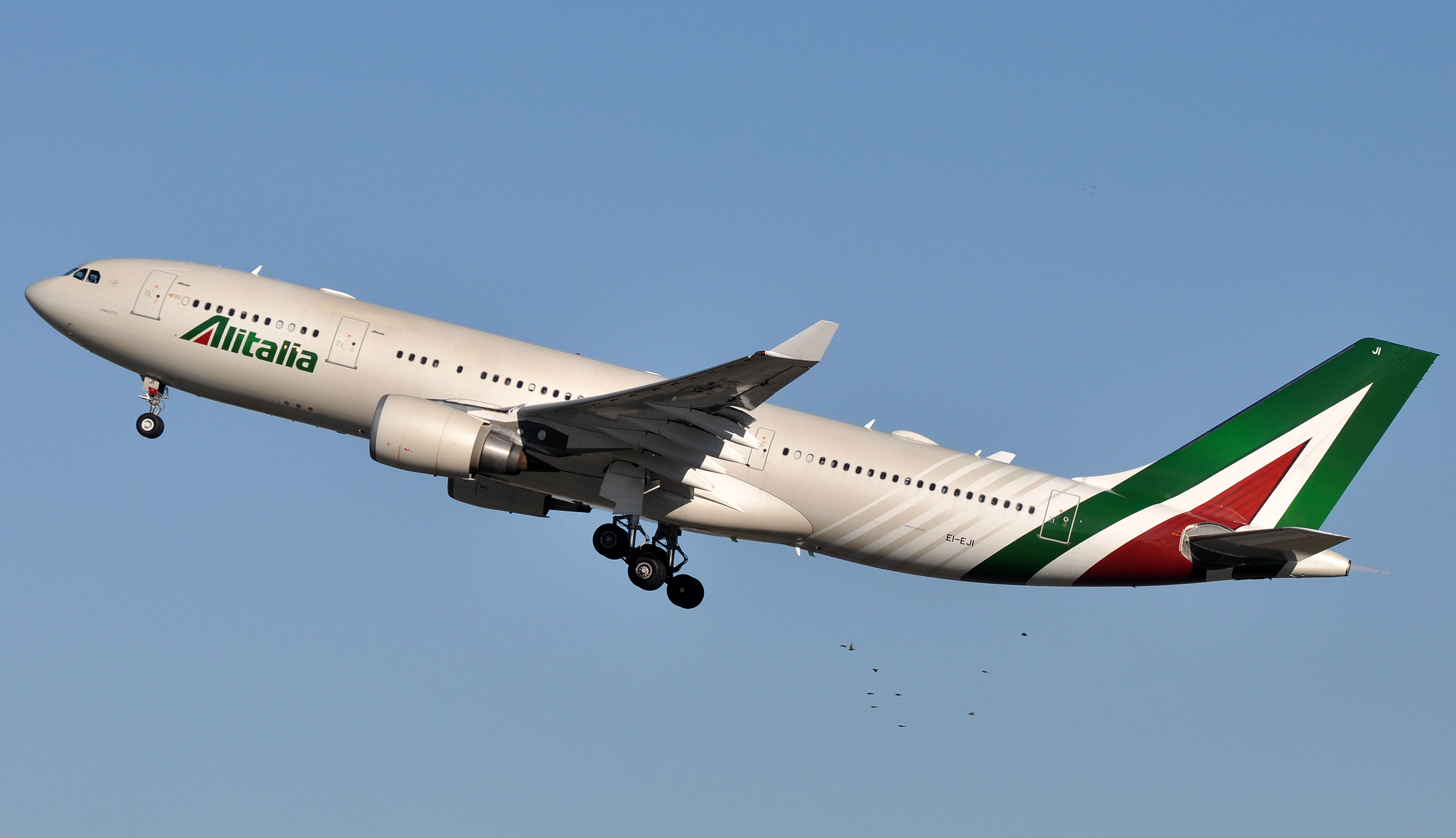
ایرباس ای۳۳۰

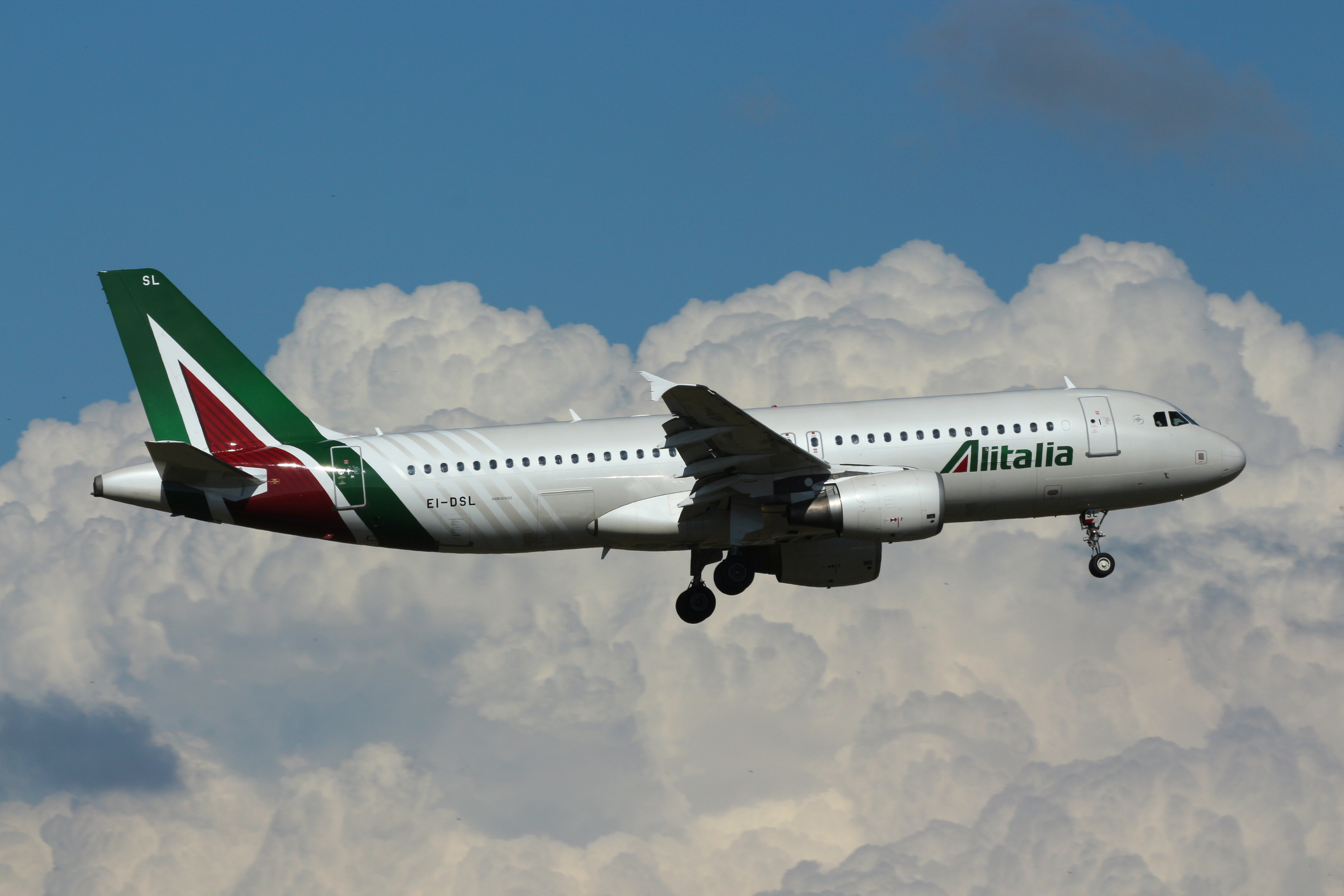
خانواده ایرباس ای۳۲۰

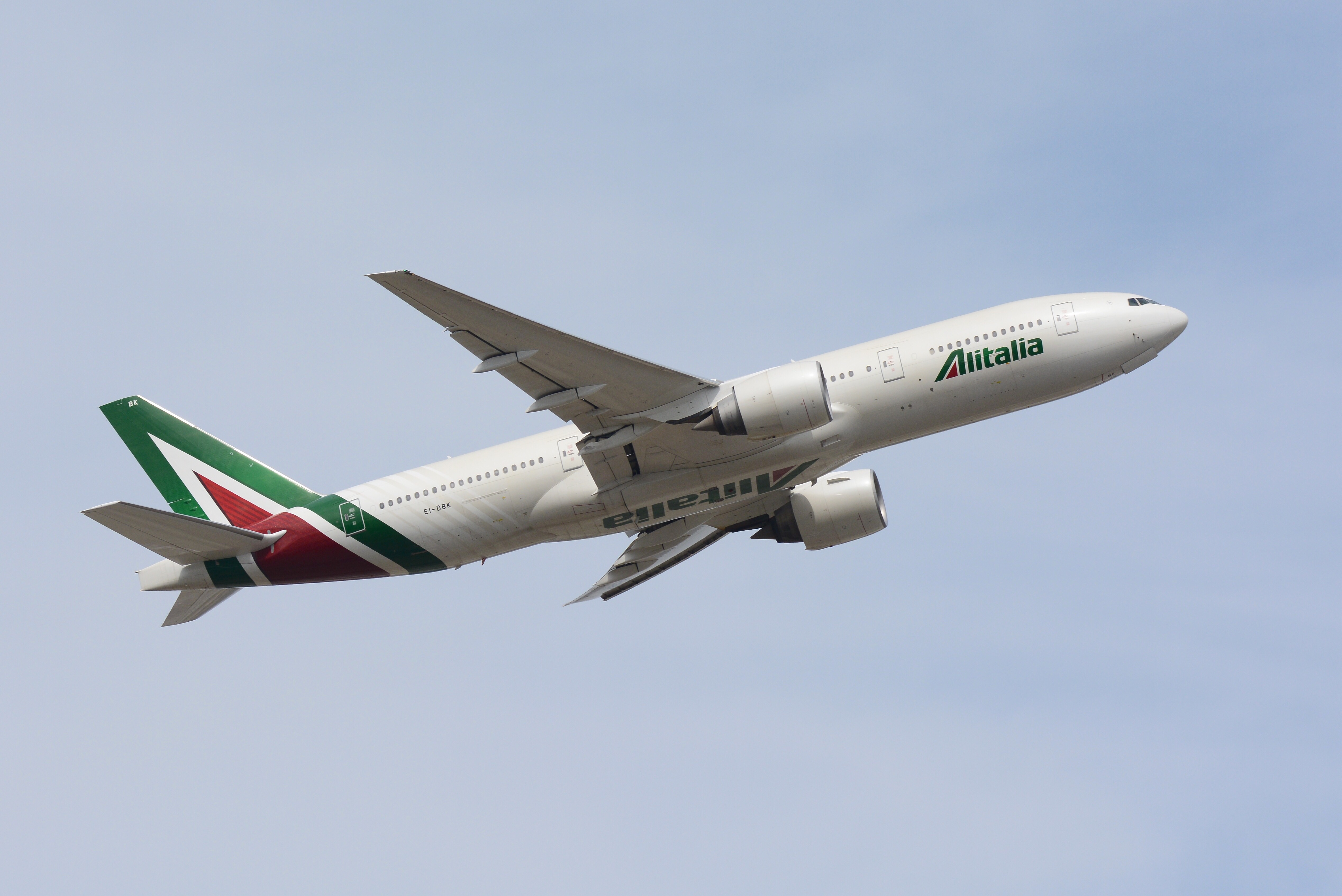
بوئینگ ۷۷۷

### تاریخچهٔ ناوگان

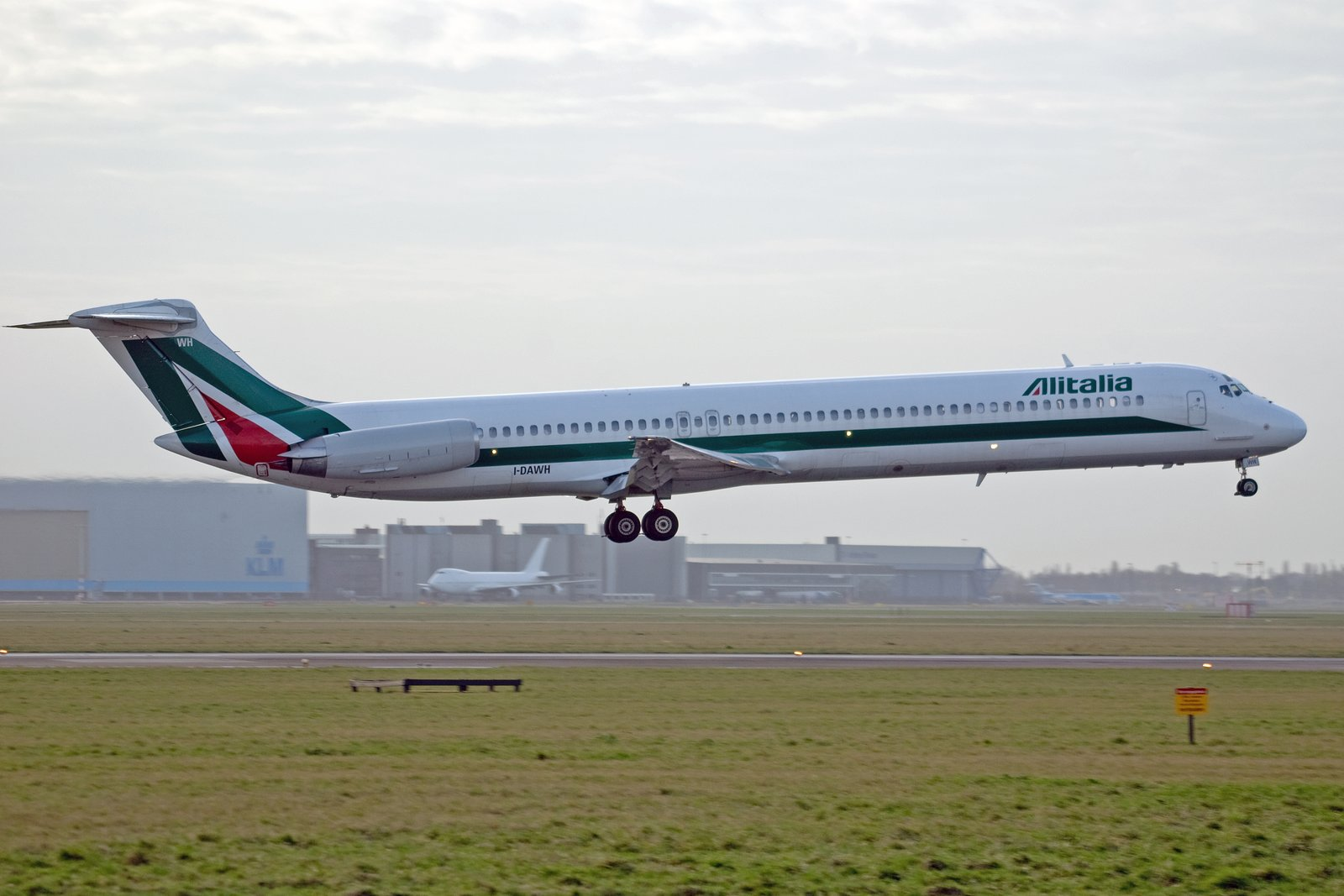
یکی از آخرین مک‌دانل داگلاس ام‌دی-۸۰ آلایتالیا که اکنون بازنشسته شده‌است.

آلیتالیا پیشتر از هواپیماهای زیر استفاده می‌کرد:
| هواگرد                | ورود به ناوگان | بازنشستگی |
| --------------------- | -------------- | --------- |
| خانواده ایرباس ای۳۲۰  | ۲۰۰۲           | ۲۰۲۱      |
| خانواده ایرباس ای۳۲۰  | ۱۹۹۹           | ۲۰۲۱      |
| خانواده ایرباس ای۳۲۰  | ۱۹۹۴           | ۲۰۲۱      |
| ایرباس ای۳۳۰          | ۲۰۰۹           | ۲۰۲۱      |
| بوئینگ ۷۶۷            | ۱۹۹۵           | ۲۰۱۲      |
| بوئینگ ۷۷۷            | ۲۰۰۲           | ۲۰۲۱      |
| مک‌دانل داگلاس ام‌دی-۸۰ | ۱۹۸۳           | ۲۰۱۲      |